# Villar del Maestre
Villar del Maestre es una localidad del municipio conquense de Villar y Velasco, en la Comunidad Autónoma de Castilla-La Mancha (España). 
La iglesia está dedicada a san Gil Abad.

## Localidades limítrofes
Confina con las siguientes localidades:
- Al norte con Cuevas de Velasco.
- Al noreste con Villar del Saz de Navalón.
- Al este con Navalón.
- Al suroeste con Valdecolmenas de Arriba.
- Al oeste con Valdecolmenas de Abajo.
- Al noroeste con Castillejo del Romeral.

## Historia
Así se describe a Villar del Maestre en el tomo XVI del Diccionario geográfico-estadístico-histórico de España y sus posesiones de Ultramar, obra impulsada por Pascual Madoz a mediados del siglo XIX:

Villa con ayuntamiento en la provincia, diócesis y partido judicial de Cuenca (6 leguas), audiencia territorial de Albacete (24) y capitanía general de Castilla la Nueva (Madrid 26). Situada en una vega, parte en llano y parte en cuesta; su clima es algo frío, bien ventilado y propenso a catarros. Consta de 70 casas de mediana construcción, inclusa la de ayuntamiento, cárcel, pósito y hospital; las calles son irregulares a excepción de una, la cual se halla empedrada aunque mal; la escuela de primeras letra a la que concurren 24 alumnos de ambos sexos, está retribuida por los padres de los niños; para surtido del vecindario hay una fuente de buena agua; la iglesia parroquial (San Gil Abad) se halla servida por un cura de entrada y un sacerdote para el anejo Valdecabrillas; fuera de la población está la ermita de la Resurrección. El término confina por N con Cuevas de Velasco; E Valdecabrillas; S Villarejo de la Peñuela, y O Valdecolmenas de Abajo. El terreno es de mala calidad a excepción de algunas pequeñas porciones y la parte de vega, que aunque de regadío vale poco; de 2.000 fanegas de tierra, que es su cabida, solo se labran 800, y lo restante se halla lleno de esplegueras, aliagas, quejigo, marañas y otros arbustos; la dehesa boyal está destinada para pastar el ganado de labor; cruza el término el río titulado Mayor, su curso es de E a O, el agua que en el verano lleva se suele consumir para el riego de algunas heredades. Los caminos son locales y malos. Producciones: trigo, cebada, centeno, avena, garbanzos, judías, patatas, cáñamo, miel y vino en bastante abundancia; se cría ganado lanar y cabrío; caza de liebres, perdices y conejos, y muchos animales dañinos. Industria: la agrícola, un molino harinero y 4 tejedores de lienzo basto y telas de lana para uso del pueblo. Comercio: la venta del sobrante de su industria e importación de aceite y otros artículos de consumo diario. Población: 72 vecinos, 286 almas. Capital productivo: 889.220 reales. Imponible: 44.161. El presupuesto municipal asciende a 1.600 reales, y se cubre con el producto de las fincas de propios y otros arbitrios.
Diccionario geográfico-estadístico-histórico de España y sus posesiones de Ultramar

## Demografía
| Gráfica de evolución demográfica de Villar del Maestre entre 1842 y 1970 |
| |
| Población de derecho según los censos de población del INE Población de hecho según los censos de población del INEEntre el censo de 1981 y el anterior, este municipio desaparece porque se agrupa en el municipio Villar y Velasco |

Evolución de la población
| Gráfica de evolución demográfica de Villar del Maestre entre 2000 y 2017 |
|                                                                          |
| Población de derecho (2000-2017) según el padrón municipal del INE       |